# 分散染料
分散染料是一类合成染料的统称，常用于醋酯纤维的染色，大部分带有蒽醌或者偶氮基团。

## 化合物

分散蓝
分散蓝5
分散蓝35
分散蓝79
分散蓝87
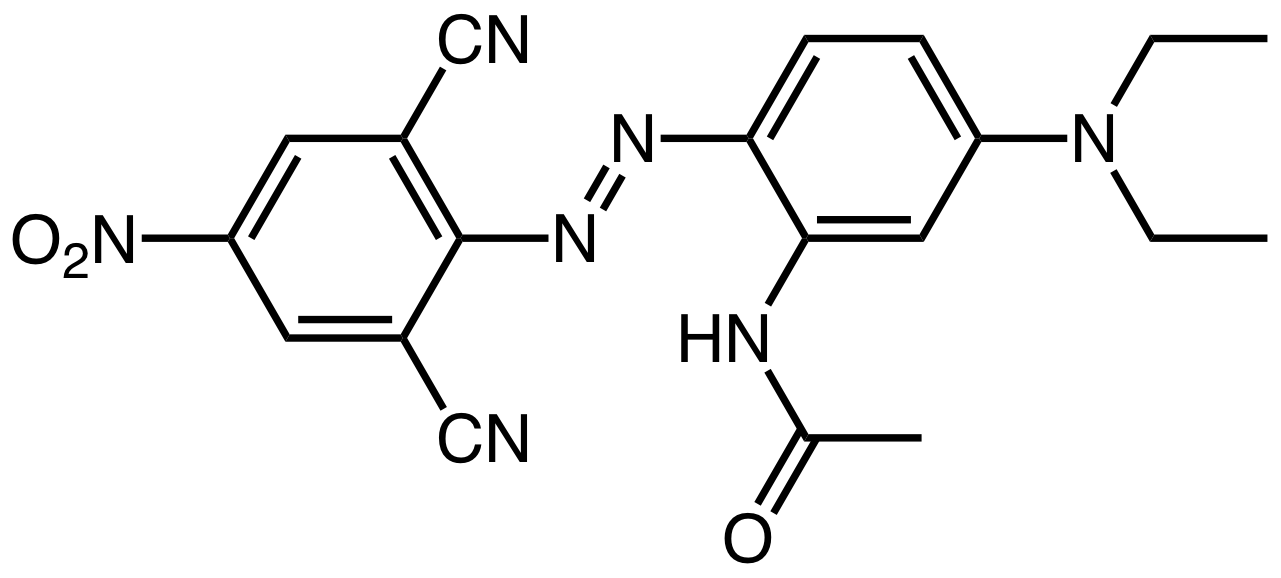
分散蓝165
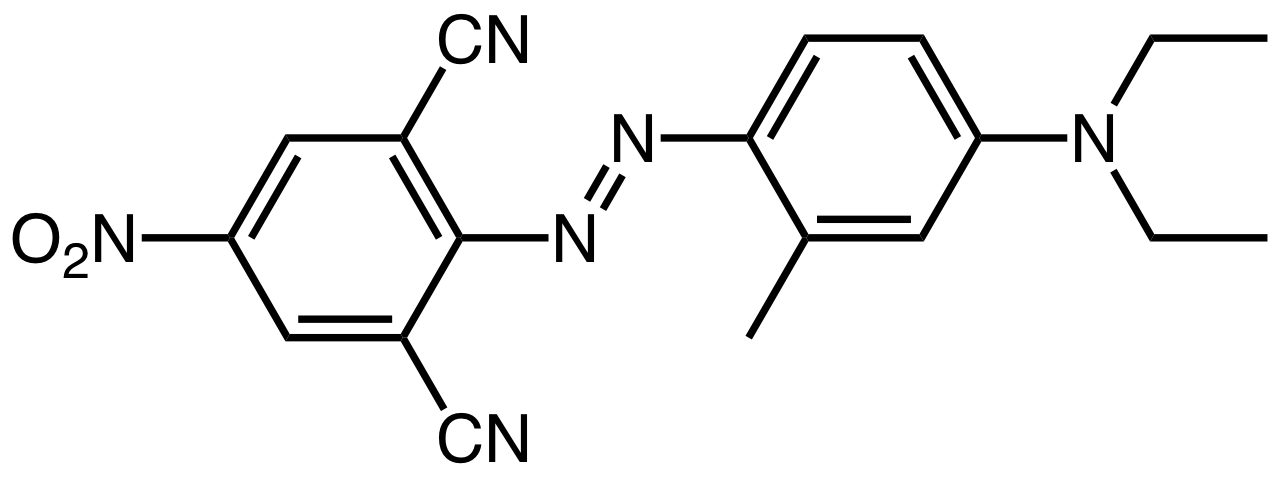
分散蓝366

分散紫
分散紫1
分散紫4

分散棕

分散橙
分散橙1
分散橙3
分散橙11
分散橙37
分散橙44
分散橙61
分散橙149

分散红
分散红1
分散红9
分散红11
分散红17
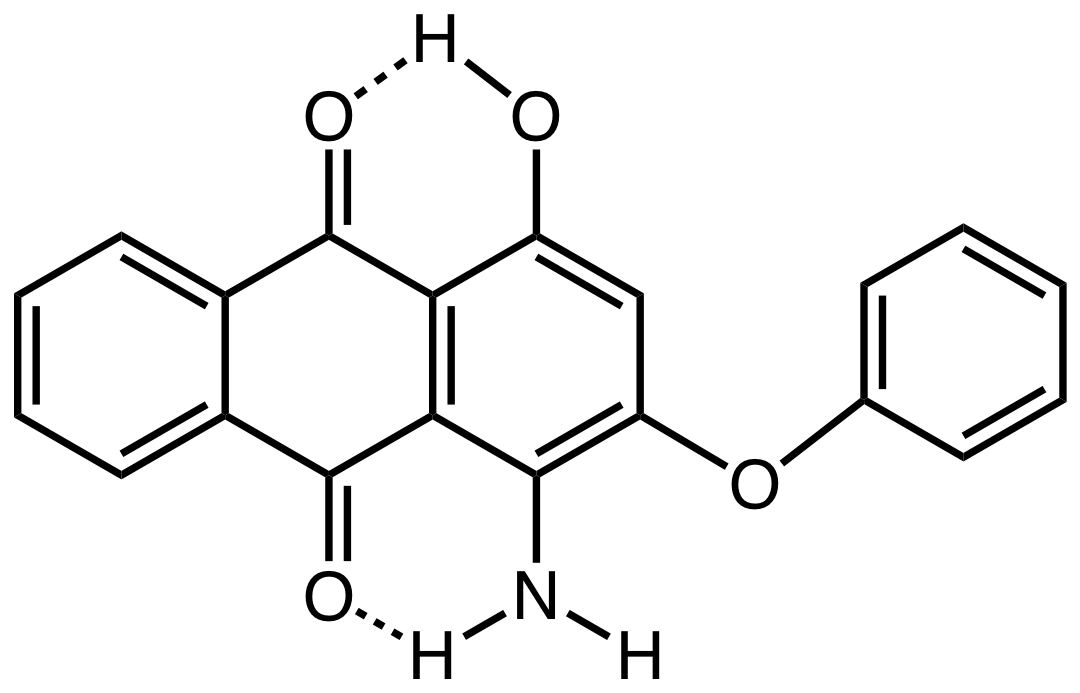
分散红60
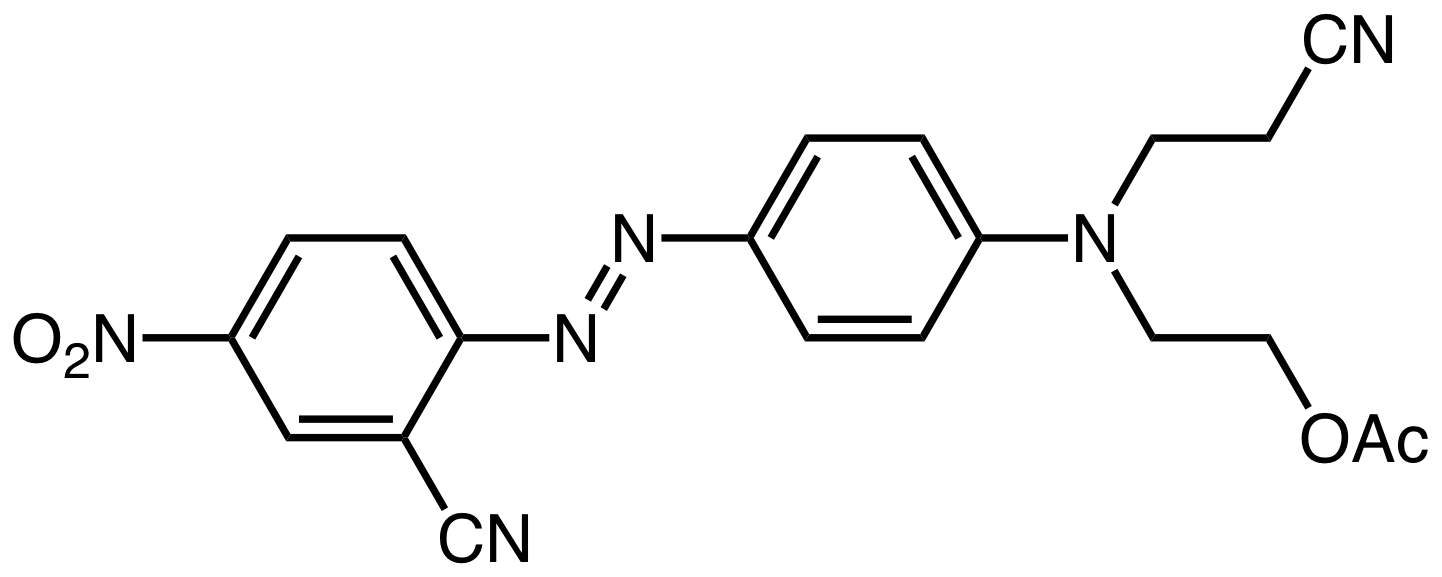
分散红72
分散红151
分散红177

分散黄
分散黄1
分散黄3
分散黄5
分散黄7
分散黄9
分散黄23
分散黄26
分散黄31
分散黄39
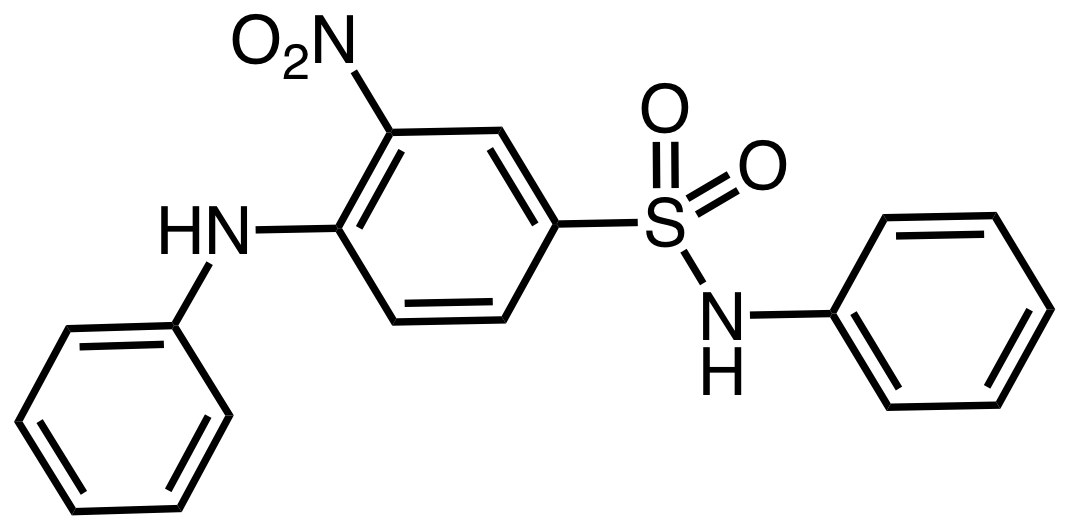
分散黄42
分散黄49
分散黄56
分散黄241

- 分散蓝
- 分散蓝1
- 分散蓝3
- 分散蓝5
- 分散蓝7
- 分散蓝26
- 分散蓝35
- 分散蓝79
- 分散蓝87
- 分散蓝102
- 分散蓝106
- 分散蓝124
- 分散蓝165
- 分散蓝366

- 分散紫
- 分散紫1
- 分散紫4

- 分散棕
- 分散棕1